# 반더러

반더러(Wanderer)는 자전거, 모터사이클, 자동차, 반스, 기타 기계를 제조하는 독일의 기업이다. 1896년 Johann Baptist Winklhofer와 Richard Adolf Jaenicke에 의해 "Winklhofer & Jaenicke"라는 사명으로 설립된 이 기업은 1911년부터 '반더러'라는 브랜드명을 사용하였고 민간 자동차는 1941년까지, 군용 차량은 1945년까지 생산하였다.

## 제품

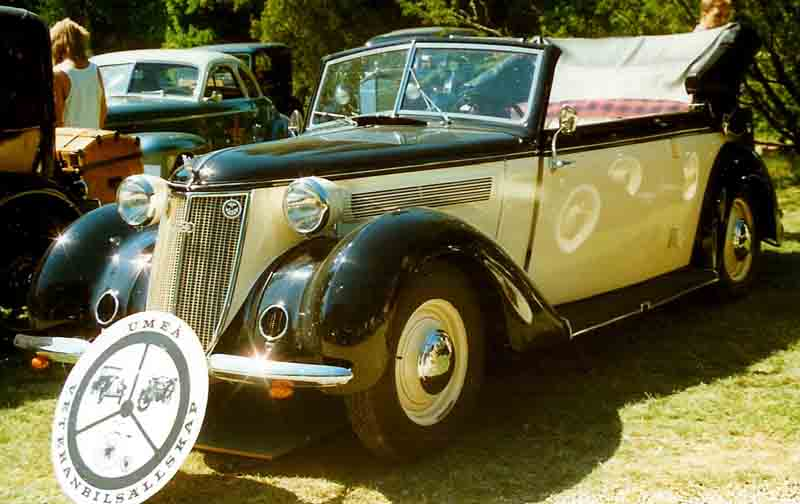
반더러 W23
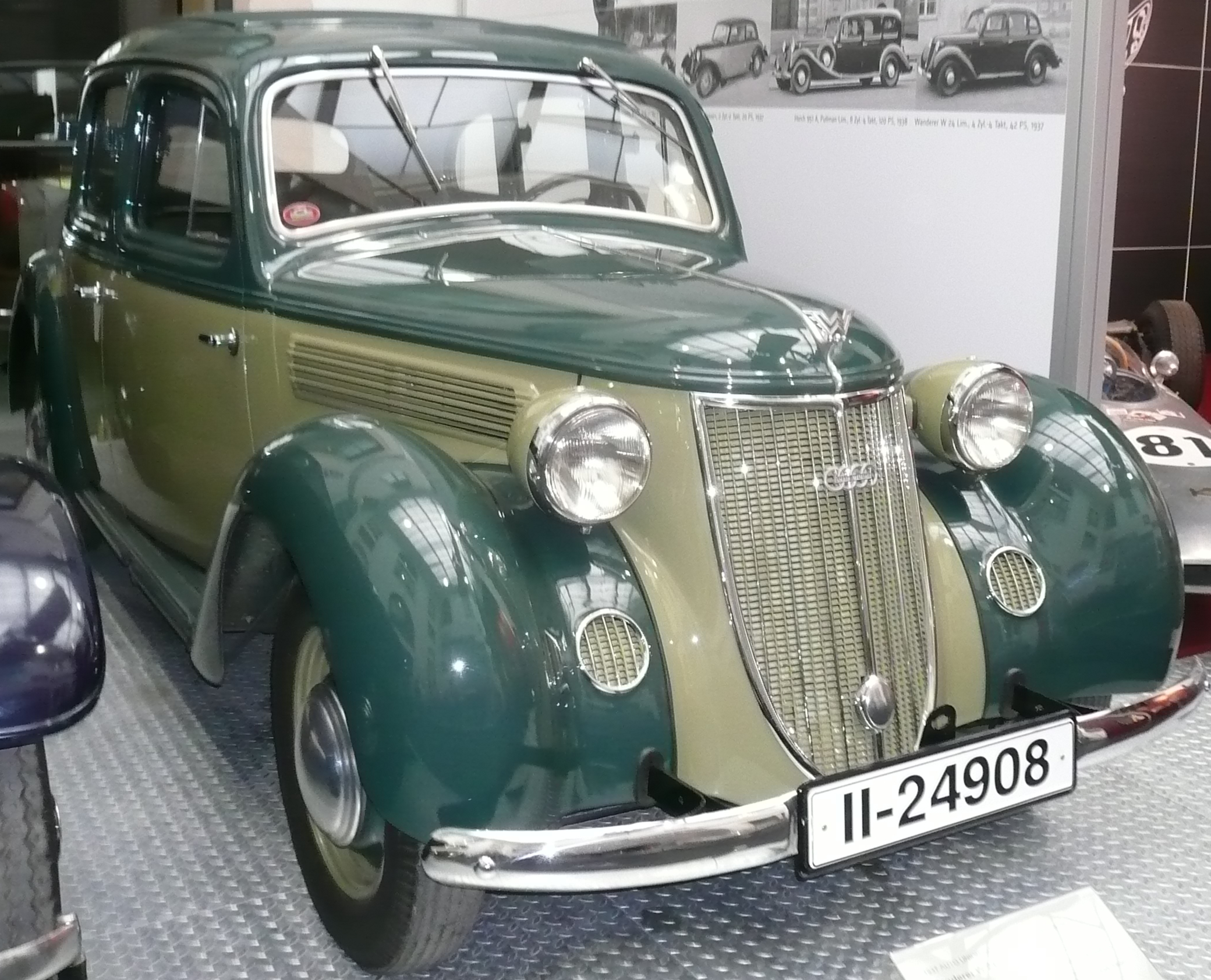
반더러 W24
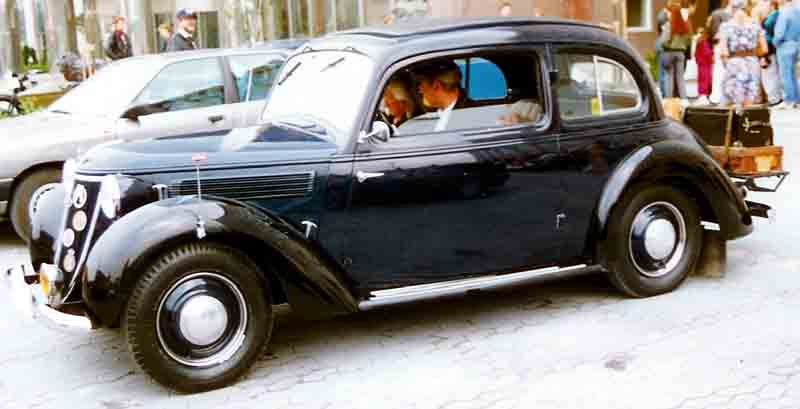
반더러 W24 1939
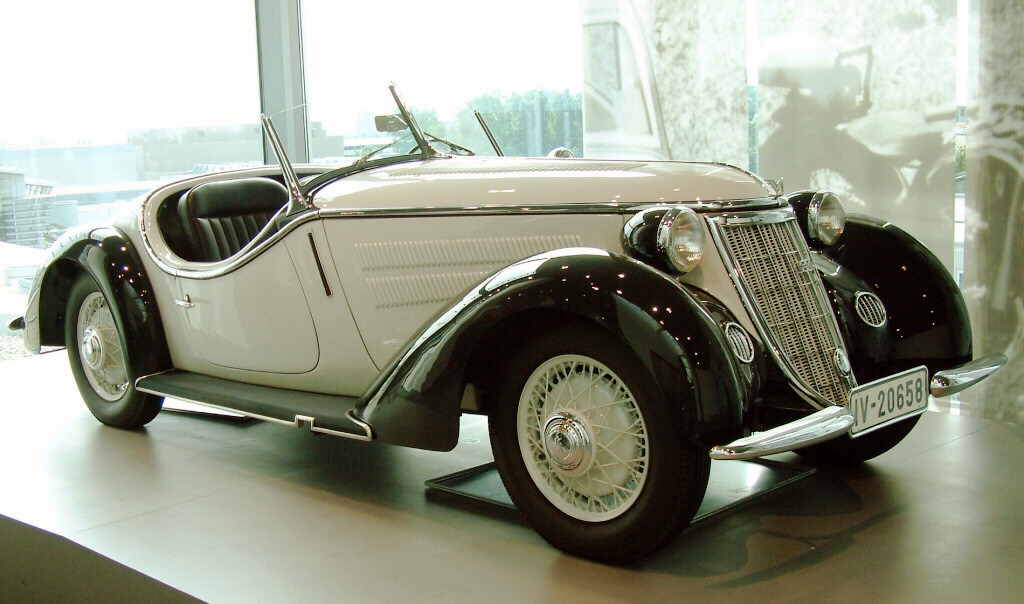
반더러 W25
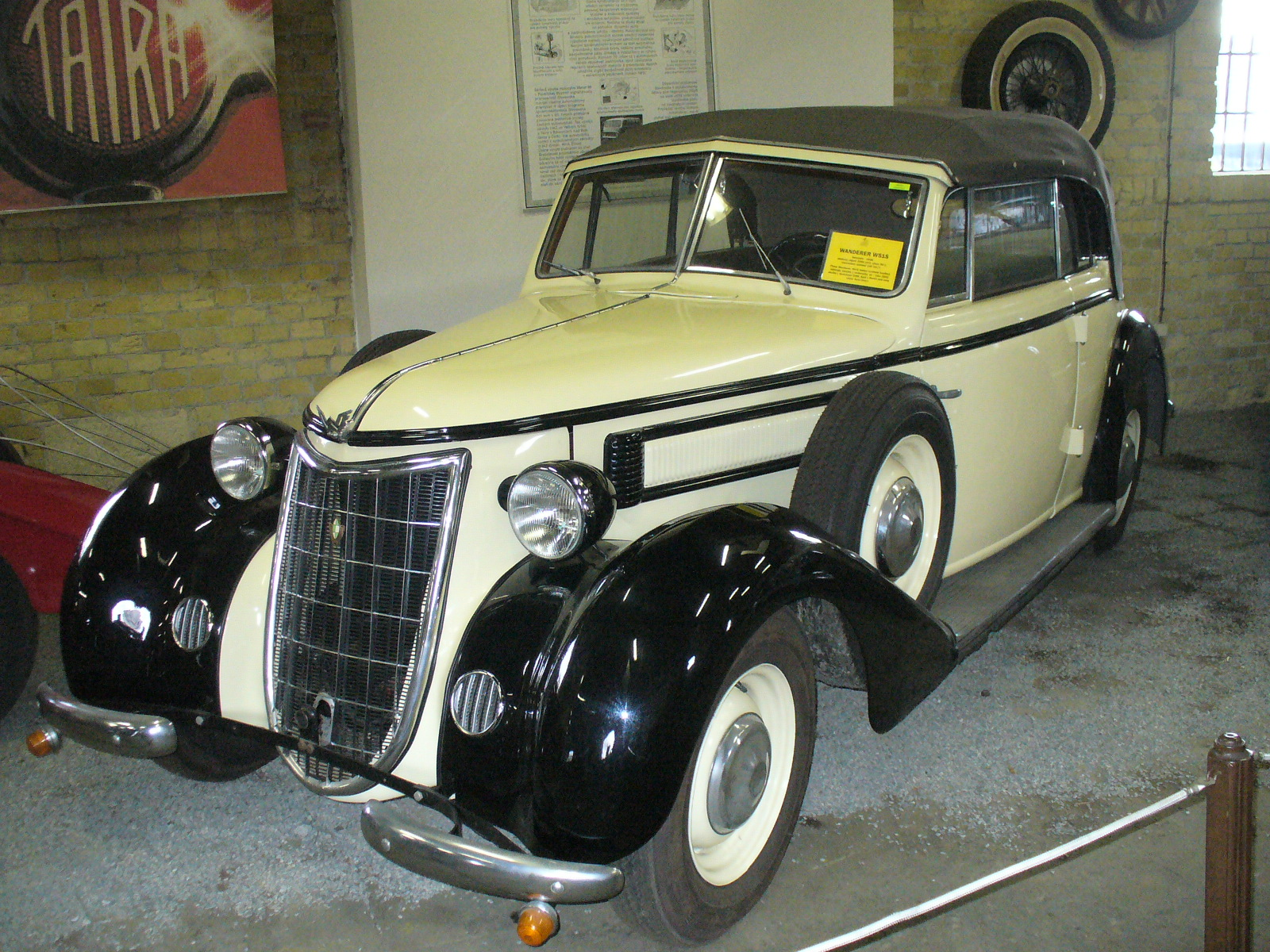
반더러 W51S
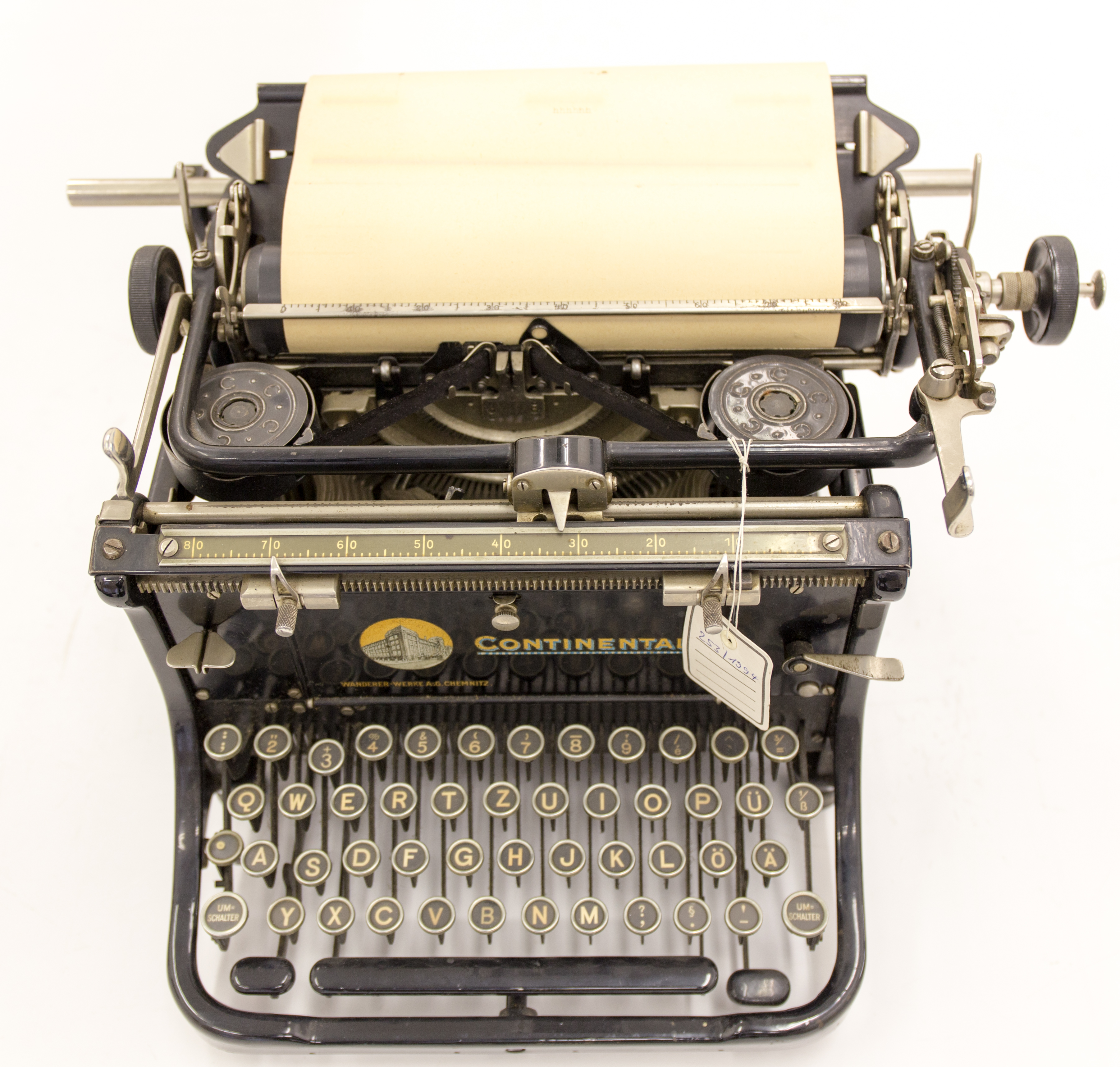
반더러 타자기

## 같이 보기
- 아우토우니온